# Scolecobasidium terreum
Scolecobasidium terreum är en svampart som beskrevs av E.V. Abbott 1927. Scolecobasidium terreum ingår i släktet Scolecobasidium, divisionen sporsäcksvampar och riket svampar.   Inga underarter finns listade i Catalogue of Life.